# Skateboarding

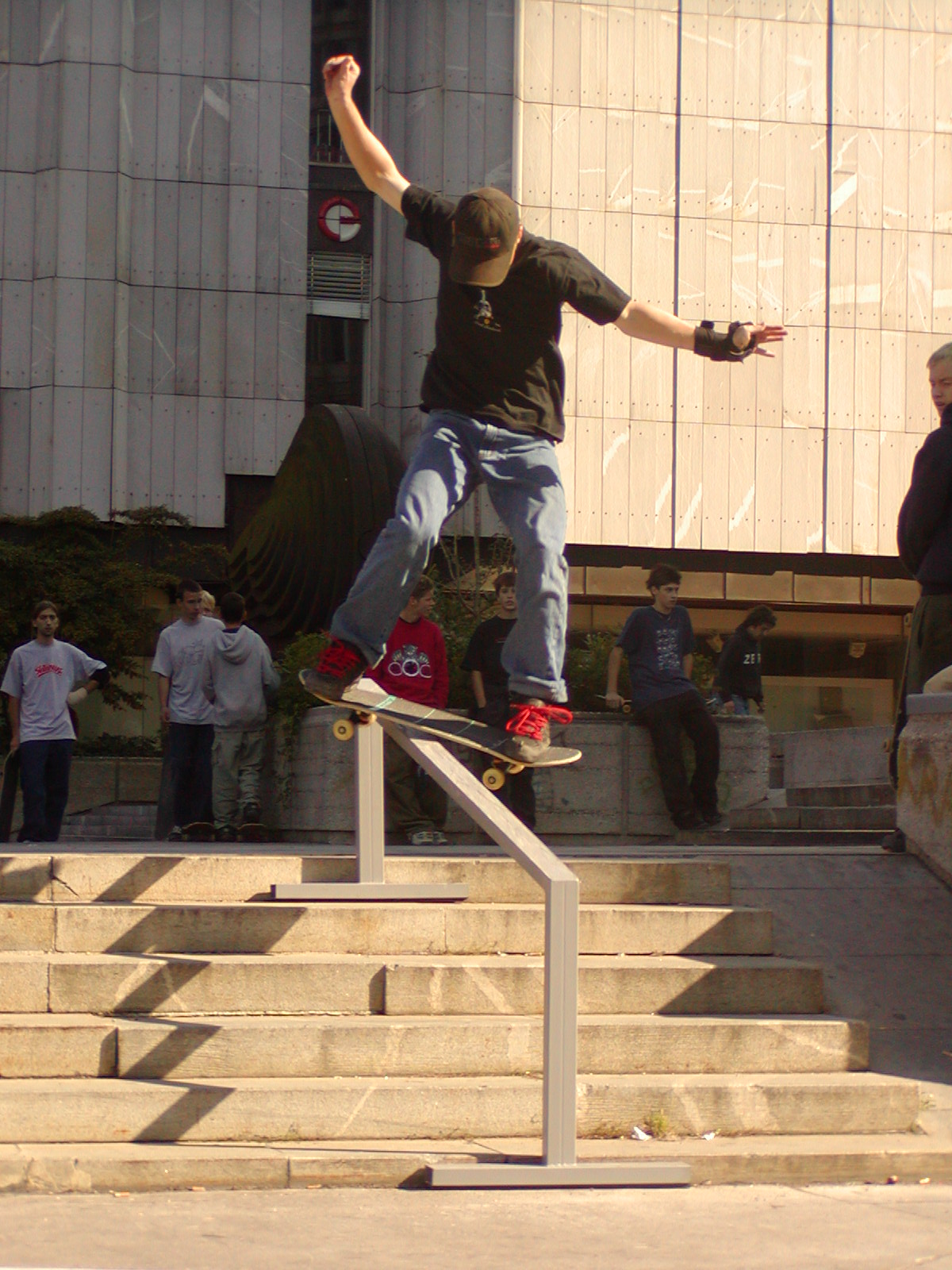
Skater wykonujący trik frontside lipslide.

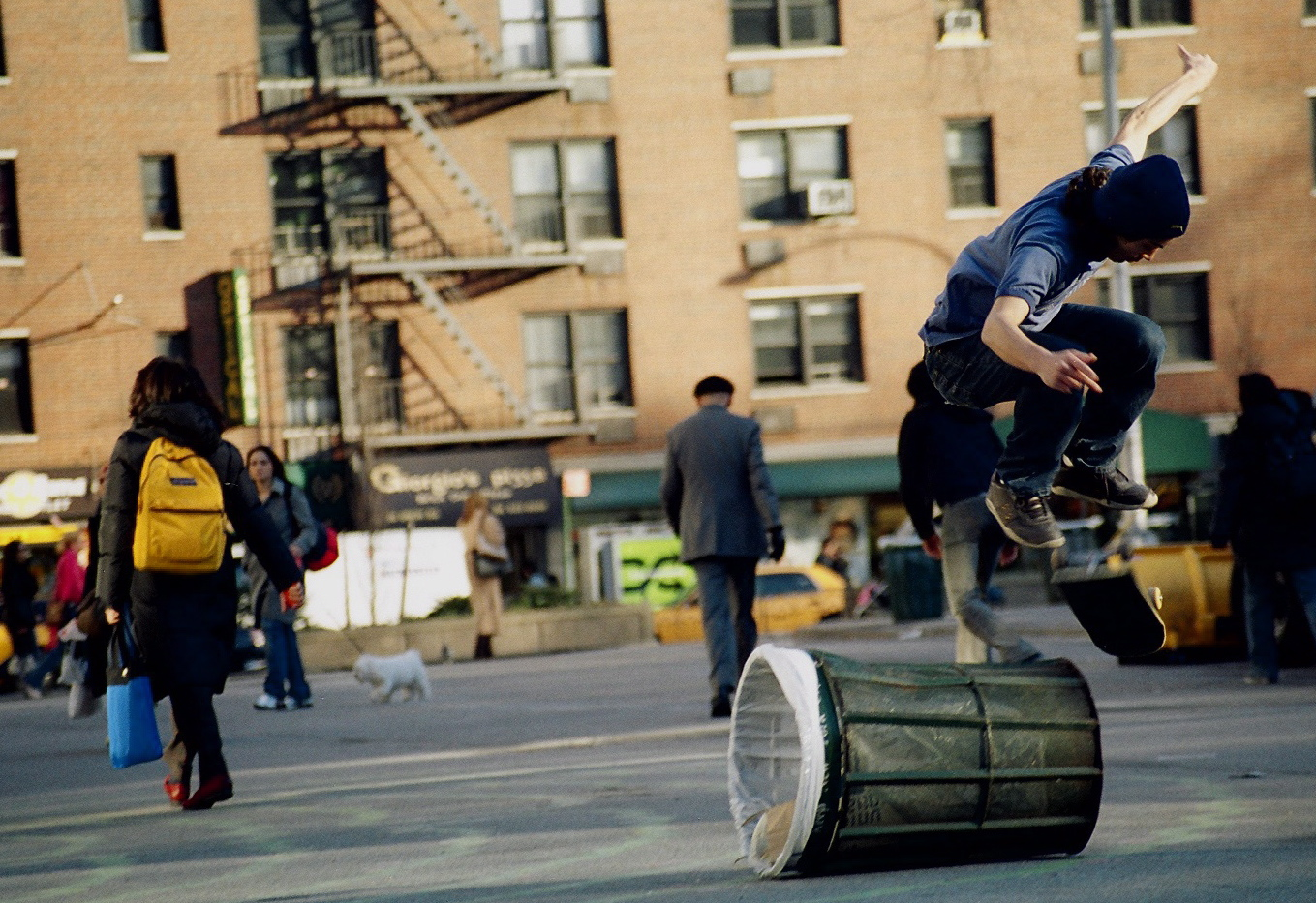
Na Union Square w Nowym Jorku.

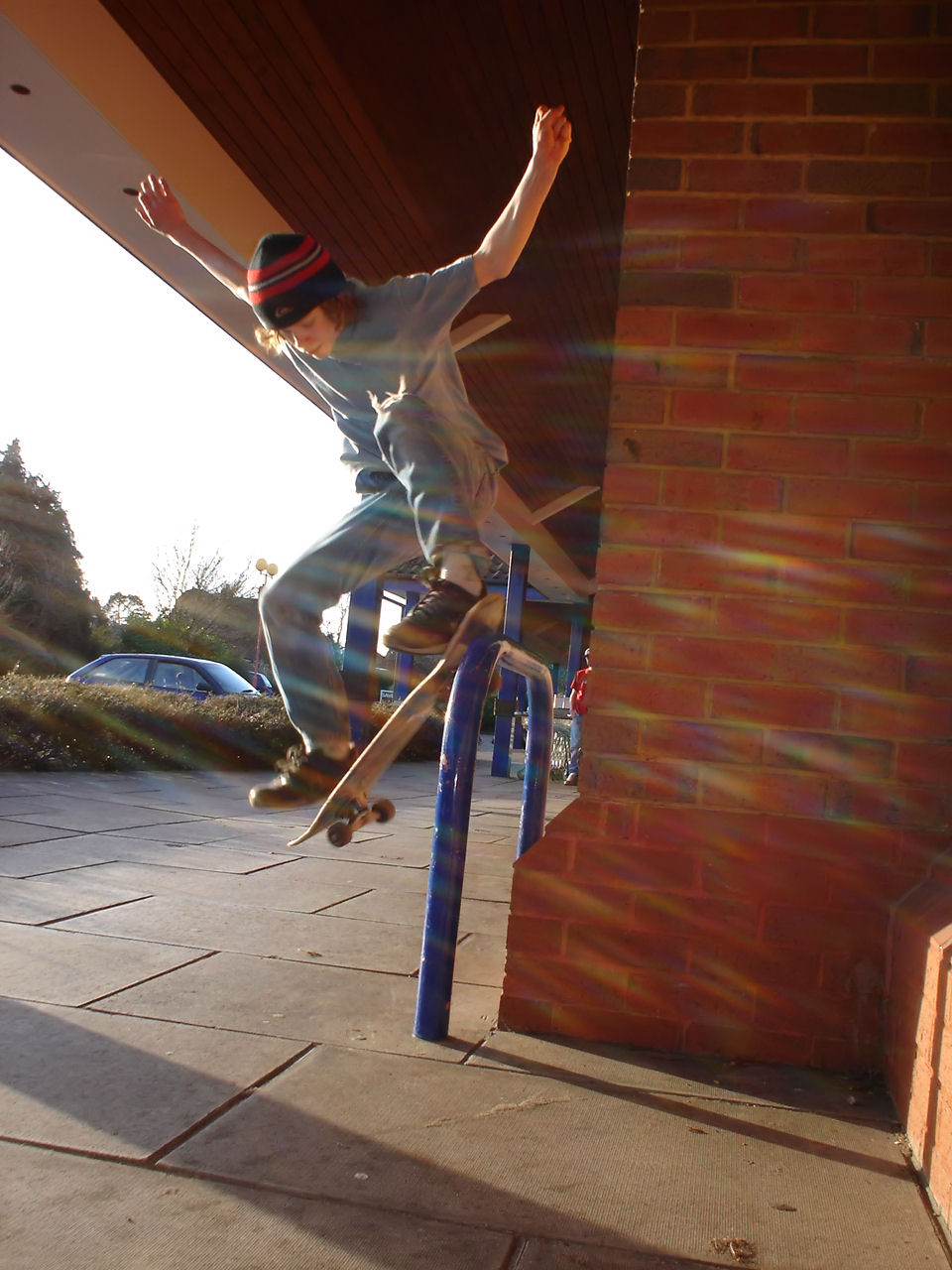
Dotknięcie przodem deskorolki (nose) rurki (rail).

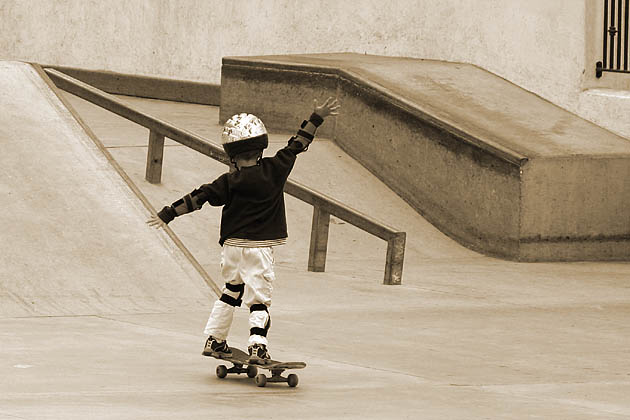
Mały chłopiec na deskorolce

Jazda na deskorolce (ang. skateboarding) – aktywność, w której wykonuje się różne triki na deskorolce. Osobę uprawiającą tę aktywność nazywamy skaterem (lub skateboarderem; w języku angielskim skater oznacza także łyżwiarza, hokeistę-lodowego-niebramkarza, osobę jeżdżącą na łyżworolkach, hulajnodze lub rowerze tzw. BMX). Zawody deskorolkowe rozgrywane są zazwyczaj w określonych kategoriach, zależnie od przeszkód na jakich się odbywają: Bowl (zawody w bowlu – w specjalnym betonowym wgłębieniu przypominającym pusty basen), Vert (na drewnianych bądź betonowych rampach i minirampach), Skatepark (na zwyczajnych skateparkowych przeszkodach) oraz Street (na przeszkodach „naturalnych” stworzonych przez drobną lub średnią architekturę lub też na specjalnie zbudowanych imitujących takowe).
Skateboarding tworzy również pewien rodzaj subkultury, ponieważ jest on przez wielu młodych ludzi uważany za sposób na życie. Często jest to również środek transportu. Wiele osób traktuje skateboarding jako jeden z najważniejszych sportów ekstremalnych – lub jako formę sztuki. W Polsce skateboarding rozwinął się w latach 1980–1990 i rozwija się nadal, zrzeszając młodszych i starszych skaterów (również Ci, którzy zapoczątkowali w Polsce skateboarding w takiej formie, w jakiej możemy oglądać go na świecie, nadal są aktywnymi skaterami i udzielają się w środowisku). Dzięki wielu dobrym skaterom oraz filmom, a także poprzez liczne przyjazdy deskorolkarzy do Polski (podróże ekip deskorolkowych znanych firm zagranicznych, w których znajdują się najlepsi skaterzy z całego świata) Polska jest już bardzo dobrze rozpoznawalna w świecie skateboardingu nie tylko w Europie, ale także w Stanach Zjednoczonych.
21 czerwca obchodzony jest Światowy Dzień Deskorolki  (ang. Skateboarding Day, od 2006).

## Historia skateboardingu
Skateboarding narodził się w latach 40. XX wieku w Kalifornii i miał swoje korzenie w surfingu – początkowo nazywano ten sport „chodnikowym surfingiem”. Skateboarding był często uprawiany przez surferów, gdy nie było odpowiedniej pogody do surfingu. Za najbardziej zasłużonych dla początkowego rozwoju skateboardingu uważa się grupę Z-Boys z Venice Beach w Kalifornii, która w latach 70. XX w. zrewolucjonizowała skateboarding, wprowadzając technikę jazdy o nazwie „surf style”. Dominujący uprzednio styl jazdy miał więcej wspólnego z gimnastyką niż surfingiem czy współczesnym skateboardingiem.
Skateboarding nie byłby możliwy bez szeregu innowacji technicznych takich jak zastąpienie w połowie lat siedemdziesiątych kółek stalowych poliuretanowymi, co znacznie zwiększało komfort jazdy lub wprowadzenie nowoczesnych desek i trucków. Pierwsi skaterzy, tacy jak Z-Boys, ćwiczyli w pustych basenach dzięki suszy panującej w Kalifornii w latach 70. XX wieku. Z czasem warunki jazdy w basenie zaczęto imitować, budując tzw. rampy. Do najpopularniejszych kształtów należą rampy, na które wjeżdża się do samego końca oraz mające kształt litery „U” half-pipe’y. Pomimo że w skateparkach są już ekstremalnie złożone tereny, half-pipe nadal jest rdzeniem zaawansowanego skateboardingu. Kurorty w górach mają własne half-pipe’y dla snowboarderów, podczas gdy skaterzy dzielą je z rolkarzami i rowerzystami BMX-ów.
Razem z ewolucją skateparków i jazdy na rampie, skateboarding uległ zmianom. Street skating, w którym występował stosunkowo niewielki wachlarz trików takich jak jazda na przednich/tylnych kółkach (nose manual/manual), obroty o 360°, skoki nad przeszkodami, skoki z jednej deski na drugą, około 1977 roku zyskał nowe oblicze dzięki pierwszemu trikowi skateboardingowemu z prawdziwego zdarzenia. Jego twórcą był Alan Ollie Gelfand, a trik nazywał się ollie pop (lub no hands aerial). Trik ten był wykonywany początkowo tylko na rampie. W 1981 r. Rodney Mullen wykonał jego wersję uliczną – na płaskim podłożu. Ollie polega na podskoku razem z deskorolką, a następnie wylądowaniu na ziemi. Z tego właśnie triku wywodzi się wiele innych popisów. Ich wspólną cechą jest wykonywanie za pomocą stóp. Polegają one m.in. na wykonywaniu skomplikowanych obrotów deską na ziemi lub w powietrzu. Triki na płaskim podłożu stosowane są także w vercie i innych dziedzinach skateboardingu.
Niektórzy znani skaterzy to: Tony Hawk (który swoim nazwiskiem firmuje serię gier komputerowych Tony Hawk's Pro Skater), Bam Margera, Eric Koston, Danny Way, Bob Burnquist, Rodney Mullen, Steve Caballero i Josh Kalis (który występował w wielu reklamach telewizyjnych promujących buty firmy DC Shoes). Hawk występował także na galach z nagrodami telewizji MTV.
Skateboarding jest sportem niebezpiecznym i dlatego był przez długi czas zwalczany.

## Kultura skate

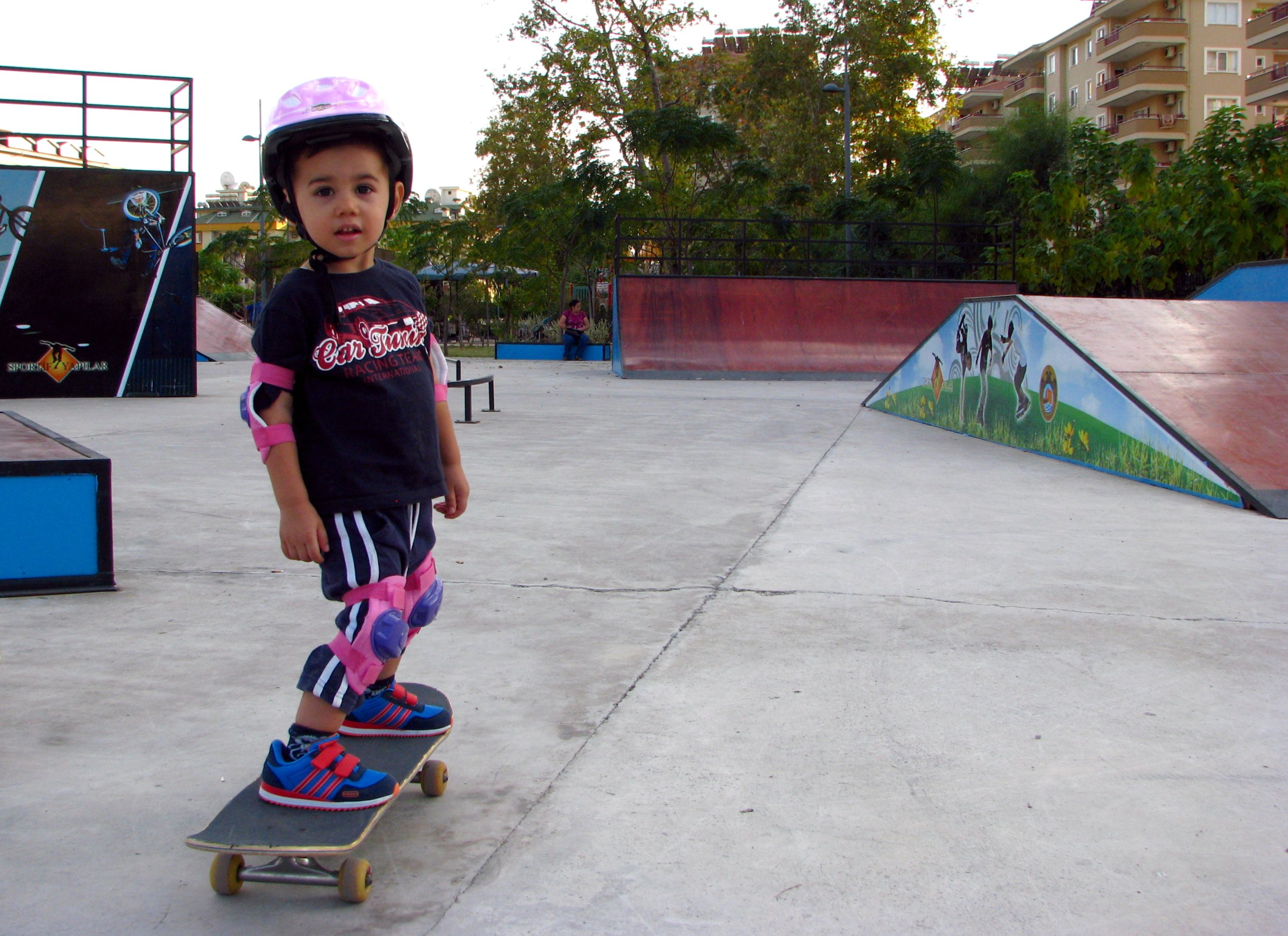
Młody skater wyposażony w sprzęt ochronny

Skaterzy uważani są za kontrkulturę obejmującą modę, styl życia i muzykę oraz skatecore. Pierwotnie wizerunek skatera był buntowniczy i nonkonformistyczny, taki wizerunek propagował m.in. założony w 1981 magazyn „Thrasher”. Zdecydowanie łagodniejszy image skaterów prezentowany był w konkurencyjnym magazynie „Transworld Skateboarding Magazine” (założonym w 1983). Polskim odpowiednikiem tych produkcji jest gazeta INFO magazine, który prezentuje głównie polskich skaterów.  Kultura skate prezentowana była m.in. w rozlicznych wideoklipach muzycznych (Agent Orange, NOFX, Suicidal Tendencies, Unsane, Sonic Youth, Beastie Boys) i filmach (Dishdogz, Ultimate X).